# مايك جيفريز (لاعب كرة قدم)
مايك جيفريز (بالإنجليزية: Mike Jeffries)‏ هو مدرب كرة قدم ولاعب كرة قدم أمريكي في مركز الدفاع، ولد في 20 مايو 1962 في لين في الولايات المتحدة. شارك مع منتخب الولايات المتحدة لكرة القدم. أما مع النوادي، فقد لعب مع Minnesota Strikers ‏.

## وصلات خارجية
- مايك جيفريز (لاعب كرة قدم) على موقع قاعدة بيانات كرة القدم.إي يو (الإنجليزية)
- مايك جيفريز (لاعب كرة قدم) على موقع ناشيونال فوتبول تيمز (الإنجليزية)
- مايك جيفريز (لاعب كرة قدم) على موقع عالم كرة القدم.نت (الإنجليزية)